# Sauna Cup 1992
Sauna Cup se odehrál od 30. srpna do 2. září 1992 v Helsinkách a Turku. Zúčastnila se čtyři reprezentační mužstva, která se utkala jednokolovým systémem každý s každým.

## Výsledky a tabulka
|    |        | RUS   | TCH            | USA | FIN    | V | R | P | Skóre | B |
| 1. | Rusko  | Rusko | 3:2            | 6:2 | 7:0    | 3 | 0 | 0 | 16:4  | 6 |
| 2. | ČSFR   | 2:3   | Československo | 6:1 | 7:2    | 2 | 0 | 1 | 15:6  | 4 |
| 3. | USA    | 2:6   | 1:6            | USA | 2:2    | 0 | 1 | 2 | 5:14  | 1 |
| 4. | Finsko | 0:7   | 2:7            | 2:2 | Finsko | 0 | 1 | 2 | 4:16  | 1 |

 Československo –  Rusko 2:3 (1:0, 1:1, 0:2) 
30. srpna 1992 – Helsinky

Branky a nahrávky Československa: 6:44 Jiří Dopita (Roman Ryšánek, Jan Čaloun), 39:24ts. Otakar Janecký.

Branky a nahrávky Ruska: 26:06 German Titov (Dmitrij Kvartalnov), 48:14 German Titov (Sergej Jašin, Dmitrij Kvartalnov), 52:40 Igor Korolev (Roman Oksjuta).

Rozhodčí: Kari Nieminen (FIN) - Jouni Lojander (FIN), Iikka Hirvi (FIN) 

Vyloučení: 11:12 (využití 1:1)
ČSFR: Petr Bříza - Drahomír Kadlec, Miloš Holaň, Jiří Jonák, Karel Šmíd, Roman Čech, Ján Varholík - Otakar Janecký, Jiří Kučera, Jiří Doležal - Jan Čaloun, Jiří Dopita, Roman Ryšánek - Tomáš Kucharčík, Jan Alinč, Branislav Jánoš - David Bruk, Pavol Zůbek, Peter Zůbek.
Rusko: Andrej Trefilov - Ilja Bjakin, Vjačeslav Uvajev, Darjus Kasparajtis, Dmitrij Filimonov, Sergej Sorokin, Alexander Smirnov, Alexandr Karpovcev - Alexandr Šelivanov, Alexander Barkov, Alexej Tkačuk - Jan Kaminskij, Alexej Jašin, Sergej Petrenko - Alexandr Čerbajev, Roman Oksjuta, Pavel Torgajev - Dmitrij Kvartalnov, German Titov, Sergej Jašin - Igor Korolev.
 Finsko –  USA 2:2 (0:1, 2:0, 0:1) 
30. srpna 1992 – Turku

Branky Finska: 31. Mikko Mäkelä, 32. Kari Martikainen.

Branky USA: 9. Derek Plante, 43. Jim Storm.
 Československo –  USA 6:1 (1:0, 3:0, 2:1)
31. srpna 1992 – Turku

Branky a nahrávky Československa: 10:53 Jiří Kučera (Jiří Doležal, Drahomír Kadlec), 21:14 Jan Čaloun (Ján Varholík), 29:16 Otakar Janecký (Jiří Doležal), 39:07 Jiří Kučera (Miloš Holaň), 47:37 Kucharčík (Branislav Jánoš), 50:03 Drahomír Kadlec (Jan Čaloun).

Branky a nahrávky USA: 57:45 Jim Storm (Ian Moran).

Rozhodčí: Ole Hansen (NOR) - Koskela (FIN), Kottonen (FIN)

Vyloučení: 10:10 (využití 1:0, v oslabení 1:0)
ČSFR: Zdeněk Orct - Drahomír Kadlec, Miloš Holaň, Karel Šmíd, Richard Adam, Jiří Jonák, Ján Varholík - Otakar Janecký, Jiří Kučera, Jiří Doležal - Ivo Prorok, Tomáš Kucharčík, Branislav Jánoš - David Bruk, Pavol Zůbek, Peter Zůbek - Jan Čaloun, Jiří Dopita, Roman Ryšánek.
USA: Mike Dunham - Chris Eames, Barry Richter, Ian Moran, Travis Richards, Rick Brennan, Pat Newton, Brett Hauer, John Gruden - Craig Darby, Ted Drury, Brian Holzinger - Debbie Hendrickson, Derek Plante, Craig Johnson - John Lilley, Dave Sacco, Jason Zent - Jim Storm, Brian Smolinski, Jeff Nielsen. 
 Rusko –  Finsko 7:0 (4:0, 0:0, 3:0)
1. září 1992 – Turku

Branky Ruska: 3.Sergej Petrenko, 6. Alexej Tkačuk, 10. Alexej Tkačuk, 13. Alexander Barkov, 45. Alexej Jašin, 54. Sergej Jašin, 55. Pavel Torgajev. 
Rusko: Andrej Trefilov (55. Alexej Červjakov) - Sergej Sorokin, Alexander Smirnov, Ilja Bjakin, Vjačeslav Uvajev, Darjus Kasparajtis, Dmitrij Filimonov, Alexandr Karpovcev - Dmitrij Kvartalnov, German Titov, Sergej Jašin - Alexandr Šelivanov, Alexander Barkov, Alexej Tkačuk - Jan Kaminskij, Alexej Jašin, Sergej Petrenko - Igor Korolev, Pavel Torgajev,  Roman Oksjuta.
 Československo –  Finsko 7:2 (1:0, 6:1, 0:1)
2. září 1992 – Turku

Branky a nahrávky Československa: 7:37 Jiří Kučera (Jiří Jonák), 20:38 Otakar Janecký (Jiří Kučera), 22:05 Peter Zůbek (Pavol Zůbek), 22:14 Tomáš Kucharčík (Jan Alinč), 22:53 Jan Alinč (Ivo Prorok), 24:07 Roman Ryšánek (Jiří Dopita), 30:17 Drahomír Kadlec (Tomáš Kucharčík).

Branky a nahrávky Finska: 33:07 Mikko Mäkelä (Keijo Säilynoja, Walteri Immonen), 57:49 Juha Riihijärvi (Harry Laurila).

Rozhodčí: Alotalo (FIN) - Varvio (FIN), Peltomaa (FIN)

Vyloučení: 5:4 (využití 0:3)
ČSFR: Petr Bříza - Drahomír Kadlec, Miloš Holaň, Jiří Jonák, Ján Varholík, Richard Adam, Roman Čech - Otakar Janecký, Jiří Kučera, Jiří Doležal - Jan Čaloun, Jiří Dopita, Roman Ryšánek - David Bruk, Pavol Zůbek, Peter Zůbek - Tomáš Kucharčík, Jan Alinč, Ivo Prorok.
Finsko: John Virenius - Mikko Haapakoski, Harry Laurila, Sami Nuutinen, Erik Hämälainen, Janne Laukkanen, Kari Martikainen, Nikko Marttila, Walteri Immonen - Vesa Viitakoski, Mika Nieminen, Juha Riihijärvi - Mikko Mäkelä, Jali Wahlsten, Keijo Säilynoja - Pekka Tuomisto, Rauli Raitanen.
 Rusko -  USA  6:2 (2:1, 0:0, 4:1)
2. září 1992 – Turku

Branky a nahrávky Ruska: 5. Alexej Tkačuk (Dmitrij Kvartalnov), 5. Sergej Sorokin (Alexander Barkov, Alexej Tkačuk), 51. Ilja Bjakin, 52. German Titov (Sergej Jašin), 53. Sergej Jašin, 58. Igor Korolev (Ilja Bjakin, Pavel Torgajev). 

Branky a nahrávky USA: 7. John Gruden, 51. Craig Johnson (Ian Moran), 

Rozhodčí: Marko Lepaus (FIN) - Miika Makela (FIN), Juha Lindholm (FIN)

Vyloučení: 7:6 (využití 1:1, v oslabení 2:0) navíc Sergej Petrenko a S. Jašin na 10 minut, 
Rusko: Alexej Červjakov - Darjus Kasparajtis, Dmitrij Filimonov, Vjačeslav Uvajev, Alexander Smirnov, Sergej Sorokin, Alexandr Karpovcev - Jan Kaminskij, Alexej Jašin, Sergej Petrenko - Alexandr Šelivanov, Alexander Barkov, Alexej Tkačuk - Igor Korolev, Pavel Torgajev, Ilja Bjakin - Dmitrij Kvartalnov, German Titov, Sergej Jašin.